# Venom (együttes)
A Venom angol heavy metal együttes, amely 1979-ben alakult Newcastle upon Tyne-ban. A brit heavy metal új hulláma révén előtérbe került Venom első két albuma, az 1981-es Welcome to Hell és az 1982-es Black Metal, nagy hatással volt a thrash metal és más extrém metalzenei stílusok kialakulására. A Venom második albuma olyan nagy hatásúnak bizonyult, hogy a lemez címe alapján kapta nevét a black metal stílus. A Black Metal album ezenkívül bekerült az 1001 lemez, amit hallanod kell, mielőtt meghalsz című könyvbe is.

## Története

### Korai évek (1979–1980)
Az eredetileg Guillotine néven alakult együttesből 1979-ben lett Venom. Az első felállásban Dave Blackman énekes, Jeffrey Dunn és Dave Rutherford gitárosok, Dean Hewitt basszusgitáros, valamint Chris McPeters dobos szerepeltek. Még abban az évben teljesen kicserélődött a tagság a gitáros Jeffrey Dunn körül. Előbb Anthony Bray dobos és Clive Archer énekes csatlakoztak az Oberonból, majd Alan Winston lett az új basszusgitáros, Conrad Lant (ex-Dwarfstar) pedig a másodgitáros. Pár nappal a Venom legelső koncertje előtt Winston kiszállt, így Lantnak kellett basszusgitárra váltania.
A formálódó együttes legfontosabb zenei hatásai a Black Sabbath, a Judas Priest, a Motörhead, a Sex Pistols és színpadi külsőségei miatt a Kiss voltak. A Venom dalszövegeiben gyakran bukkant fel a sátánizmus, a zenekar tagjai pedig ennek kihangsúlyozására új művészneveket vettek fel: Jesus Christe (Clive Archer énekes), Mantas (Jeffrey Dunn gitáros), Cronos (Conrad Lant basszusgitáros), Abaddon (Anthony Bray dobos).
1980 áprilisában az együttes rögzítette három dalát ("Angel Dust", "Raise the Dead" és "Red Light Fever") az első demóhoz. Nem sokkal később újabb hat számot vettek fel, és ezek közül a "Live Like an Angel"-ben Cronos énekelt. Miután Clive Archer hamarosan elhagyta a zenekart és a basszusgitározás mellett Cronos az énekesi posztot is elvállalta, kialakult a Venom klasszikus trió felállása.

### Klasszikus felállás (1981–1986)
A Venom első hivatalos kiadványa az 1981-es "In League with Satan"/"Live Like an Angel" kislemez volt, ami a Neat Records kiadásában jelent meg. Még ugyanebben az évben kiadták a Welcome to Hell című bemutatkozó albumukat.

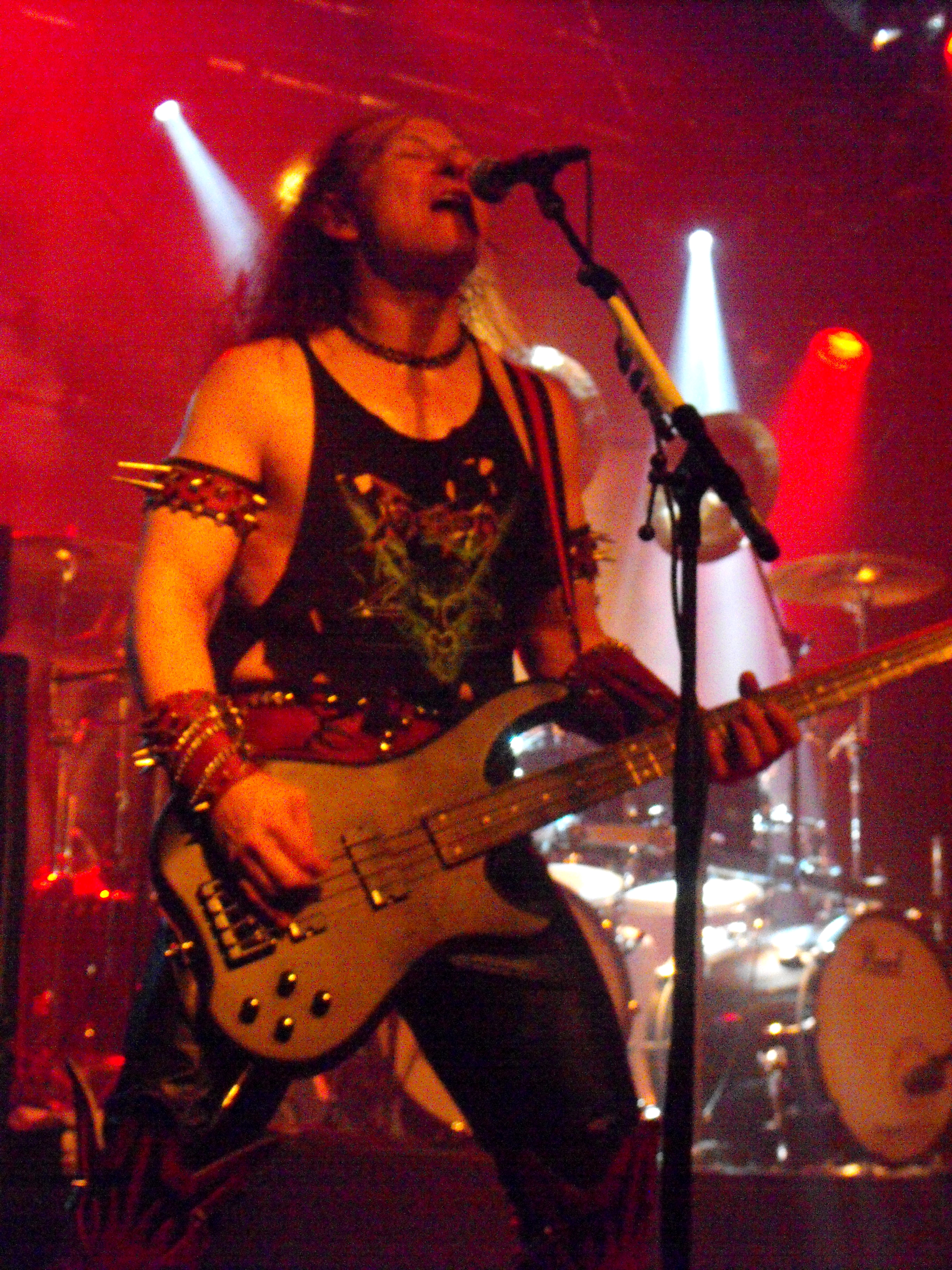
Cronos a Venomból a Hole in the Sky fesztiválon, 2010. augusztus

Habár a zenészek teljesítménye néha bizonytalan volt a nyers hangzású felvételen, a Welcome to Hell mégis a korszak jelentős lemeze lett. A Venom zenéje gyorsabb és kíméletlenebb volt, mint a legtöbb heavy metal együttesé akkoriban. A sátánizmus és más okkult témák már korábban is jelen voltak a metalban, de nem ennyire kiemelten. Cronos állítása szerint a gonosz témák ilyesfajta dicsőítését az tette szükségessé, hogy felülmúlják az olyan zenészeket, mint Ozzy Osbourne a Black Sabbath-ból, aki „gonosz dolgokról és sötét figurákról énekel, aztán az egészet tönkrevágja, mikor azt hajtogatja, hogy "Istenem, segíts!”
1982-ben ismét stúdióba vonultak, hogy új dalokat vegyenek fel. A második album megjelenése előtt kiadták a "Bloodlust"/"In Nomine Satanas" kislemezt. A Venom második albumát Angliában továbbra is a Neat adta ki, míg Európában a Roadrunner gondozta a lemezt. A Black Metal című 1982-es album talán a legfontosabb hatású anyag volt a black metal, a thrash metal, a death metal, és más hasonló stílusok kialakulásában, melyeket együttesen az extrém metal jelzővel szokás emlegetni. Ezeknek a stílusoknak sok meghatározó eleme Cronos dalszövegeiben és egyedi énekstílusában, illetve Mantas gitártémáiban és -szólóiban volt először tettenérhető. Habár utóbb fontosnak nevezték ezeket a lemezeket, megjelenésük idején nem voltak túlságosan kelendőek. Miközben a brit heavy metal új hullámából sok kortársuk nagy népszerűségre vagy szakmai elismerésre tett szert, addig a kritikusok a Venomot mindig is „a pojáca triónak” nevezték.
Az 1983-ban kiadott At War with Satan albummal a Venom megkíséreljék bizonyítani, hogy komoly zenészek alkotják. A komoly progresszív rock hatásokkal bíró, epikus, 20-perces címadó szám az LP egész első oldalát elfoglalta. A B-oldalon továbbra is a szélsebes, háromperces számokra fókuszáltak, amiről a Venom nevezetes volt. 1984-ben a lemez megjelenését követően első alkalommal turnéztak Anglián kívül Európában (előzenekaruk a Metallica volt.) A londoni Hammersmith Odeonban adott koncertjük videófelvétele The 7th Date of Hell címen jelent meg VHS-en. Időközben az amerikai Combat Records hivatalosan is kiadta az első három Venom-albumot az Egyesült Államokban.
Az együttes 1985-ben megjelentette Possessed című negyedik nagylemezét, ami már jóval kevésbé volt sikeres, mint az előző albumok. A Venom első észak-amerikai turnéját először elhalasztották Mantas betegsége miatt, majd végül két kisegítő gitárossal mégis útnak indultak. A turné New York-i állomásán az Exodus és a Slayer voltak az előzenekarok. Mantas az 1986-os következő amerikai turné után elhagyta a zenekart, hogy szólókarriert kezdjen. A klasszikus felállás búcsúját az Eine Kleine Nachtmusik koncertalbum jelentette.

### Változások és sikertelenség (1987–1994)
Mantas helyére két gitáros, Mike Hickey és Jim Clare érkezett. Az 1987-es Calm Before the Storm albumon eltávolodtak a sátáni témáktól a Tolkien-szerű fantasy irányába. Az album legtöbb dala még a klasszikus felállás utolsó éveiben készült és Deadline munkacímen ismert demófelvételekre épült. A Calm Before the Storm még sikertelenebb volt, mint a Possessed, és a lemezbemutató turnét követően Cronos a két gitárossal együtt elhagyta a zenekart.
Az egyedül maradt Abaddon doboshoz 1988-ban csatlakozott az énekes/basszer Tony Dolan (ex-Atomkraft). Ketten kezdték írni egy új lemez dalait, majd visszatért az együttesbe Mantas, továbbá az ő szólócsapatából Al Barnes ritmusgitáros csatlakozott negyedikként a Venomhoz. Ez a felállás három albumot rögzített a Music for Nations/Under One Flag kiadó számára a következő években: Prime Evil (1989), Tear Your Soul Apart (EP, 1990) és Temples of Ice (1991).
Barnest 1992-ben Steve White váltotta az Atomkraftból. Egy újabb sikertelen album következett, a The Waste Lands, ami után a Music for Nations már nem kötött újabb szerződést a Venommal. Mantas ismét kilépett, követte őt Tony Dolan is, és a Venom gyakorlatilag feloszlott. Egészen 1995-ig csupán válogatás- és koncertlemezek jelent meg, illetve a hálás követők tisztelegtek feldolgozásalbumokkal a Venom korai munkássága előtt.

### Újjáalakulás (1995–1999)
1995-ben Cronos, Mantas és Abaddon a klasszikus felállásban újjáalakította a Venomot. Felléptek a Waldrock fesztiválon Burgumban és a Dynamo fesztiválon Eindhovenben. Utóbbi koncert hang- és videófelvétele The Second Coming címmel jelent. Közben felvették és saját kiadásban megjelentették a Venom '96 EP-t, amire négy régi dalt rögzítettek újra egy hozzátettek egy vadonat új számot is. Az EP-nek köszönhetően az SPV lemezszerződést ajánlott az együttesnek. Az 1997-ben megjelent Cast in Stone című album is hasonló koncepcióval készült, mint az EP; részben teljesen új, részben a korai népszerű dalok friss felvételei szerepeltek rajta. Az év végére tervezett európai turnét Cronos hangszálműtétje miatt a következő évre elhalasztották. 1998-ban megjelent a New, Live & Rare dupla válogatásalbum a címnek megfelelően új, élő és ritkaság felvételekkel.
Abaddon 1999-ben kilépett a zenekarból és ezzel a klasszikus felállás újra felbomlott. Az új dobos Cronos testvére, Antton (Anthony Lant) lett.

### Vissza a gyökerekhez (2000–napjainkig)
Az átalakult trió 2000 júniusában jelentette meg Resurrection című új stúdióalbumát az SPV-nél. Nagyobb lelkesedést váltott ki a rajongókból, hogy 2002-ben a Sanctuary Records újra kiadta az első három Venom albumot CD-n, rengeteg bónusz dallal, és kissé feljavított, de az eredetihez hű hangzással. Nem sokkal később Mantas ismét elhagyta a zenekart, a helyére pedig ezúttal is Mike Hickey érkezett. 2005-ben a Venom karrierjét összefoglaló, 4 lemezes box set jelent meg (MMV) kiegészítve egy 60 oldalas fotóalbummal.
2006 márciusában adták ki a következő stúdióalbum, az 1982-es Venom-klasszikusra utaló Metal Black-et a Sanctuarynál. A lemez nem csak címében, de stílusában is a korai érát idézi. A trió meghívást kapott több európai nyári fesztiválra is, mint például az olasz Gods Of Metal, a finn Tuska fesztivál, a német Earthshaker és a svéd Sweden Rock. A következő év januárjában Hickey kilépett az együttesből, és Rage lett az új gitáros. 2008-ban vele vették fel a Hell című albumot, amely az előző lemez egyenes folytatása. A dalokat a két testvér, Cronos és Antton szerezte. Egy évvel később újabb tagcsere történt, ezúttal a dobos Antton távozott és Dante (Danny Needham) érkezett.
2011 januárjában a Venom bejelentette, hogy új albumon dolgoznak.

## Stílus
Mivel a Venom egyike volt az első extrém metalegyütteseknek, akik számtalan thrash metal, black metal, death metal és más extrém metalegyüttesre voltak hatással, a zenekar pontos műfaji besorolása vita tárgyát képezi. A szakírók különböző stílusmegjelölésekkel illették a Venomot. A legtöbbször black metalnak, thrash metalnak, és speed metalnak nevezik.

## Öröksége és hatása
Az 1981-es Welcome To Hell album szó szerint több ezer együttesre volt hatással. A Venom zenéje sok korai thrash metal együttes stílusának kialakításában segített, ilyen volt például a kanadai Voivod, vagy a „Thrash Metal Nagy Négyese” (Metallica, Slayer, Anthrax és Megadeth) Amerikából, akik aztán maguk is egy egész stílusra voltak hatással. A Metallica és a Slayer is turnézott együtt a Venommal az 1980-as évek elején. A Venom szintén különösen fontos szerepet játszott a black metal (ami a Venom 1982-es második albumáról kapta a nevét) és még a korai death metal színtéren is azzal, hogy rengeteg együttes másolta stílusukat, dalszövegeiket és kinézetüket, mint például a svájci Hellhammer, akik szintén úttörői lettek az extrém metalnak.
A Venom gyakran használt sátáni és egyéb "gonosz" témákat dalszövegeiben, de Bradley Torreano kritikus leszögezi, hogy a zenekarnak megvolt a saját humora, ironikus oldala, amit a rajongóik és a többi zenész sem értett meg. Torreano hozzáteszi, hogy a Venom „a metalrajongók és a punkok figyelmét is felkeltette, előbbiek próbálták utánozni, utóbbiak pedig ikonná emelték őket”.
Habár nem kerültek fel az MTV által kiválasztott tíz legjobb heavy metal együttes közé, de külön megemlítették őket.
1994-ben az In The Name Of Satan címmel megjelent tribute-albumon neves metalegyüttesek tisztelegtek a Venom munkássága előtt feldolgozásaikkal. Többek között a Kreator, az Anathema, a Voivod, a Nuclear Assault, a Sodom és a Paradise Lost szerepelt az albumon. A Sigh nevű japán black metal együttes egymaga egy teljes EP-nyi feldolgozással (To Hell and Back) rótta le tiszteletét 1995-ben. Cronost a brit Cradle of Filth kérte fel, hogy 1996-os Dusk And Her Dark Embrace című lemezükön háttérvokálozzon. 2001-ben Dave Grohl Probot nevű projektjében vett részt Cronos több más meghatározó jelentőségű metalénekessel együtt.

## Bírálatok
Miközben sok rajongó és zenész fontos együttesnek tekinti a Venomot, zenéjük mégis viták és bírálatok tárgya. Az AllMusic kritikusa Eduardo Rivadavia azt írja, hogy habár a Welcome to Hell szó szerint több ezer zenekarra volt hatással, a Venomot állandóan „ócsárolták a szakértők” és az együttes „inkompetens zenészekből” állt. Viszont James Christopher Monger megjegyzi, hogy a Venom tagjai „érettebb zenészekké váltak”, ahogy egyre tapasztaltabbak lettek. Keith Kahn-Harris kutató amellett érvel, hogy a Venom korlátolt technikai tudása, főleg karrierjük kezdetén, egy fontos, de mégis akaratlan tényező volt a Venom hatásában. Mivel technikai tudásban képtelenek voltak felvenni a versenyt kortársaikkal vagy elődeikkel, a Venom inkább azt választotta, hogy az extrém sebességre koncentrál, és olyan zenét alkot, amit a korábbi metalegyüttesek inspiráltak, de ezzel együtt új utat is mutatott.
Könyvében Henry Rollins énekes egy 1986-os fellépésről ír, amikor a Black Flaggel a Venom előzenekara voltak. Úgy véli, hogy a Venom nevetséges volt a középszerű játékával és azzal, hogy többet foglalkoztak a színpadi megjelenésükkel, mint a zenével. Rollins azt állította, hogy a zenészek ventilátorokat használtak a színpadon, hogy lobogjon a hajuk. Rollins azt írja: „Olyan volt, mint a Spinal Tap... Azt vártam, hogy mikor kezdenek bele a Sex Farm című számba”.
A Venom tagjai kétségtelenül tisztában voltak azzal, hogy zenei tudásukat megkérdőjelezik, főleg a többi zenekar. 1984-ben a londoni Hammersmith Odeonban adott koncertjükön a gitáros Mantas két szám között fennhangon kijelentette: „Rengeteg zenekar figyel ma este árgus szemekkel és arra vár, hogy a Venom hibázzon. Nos, mi magunk vagyunk a kibaszott hiba!”

## Tagok
Jelenlegi tagok
- Conrad "Cronos" Lant – basszusgitár, ének (1979–1987, 1995–napjainkig)
- John "La Rage" Dixon – gitár (2007–napjainkig)
- Danny "Dante" Needham – dobok (2009–napjainkig)

Korábbi tagok
- Jeffrey "Mantas" Dunn – gitár (1979–1986, 1989–2002)
- Anthony "Abaddon" Bray – dobok (1979–1999)
- Clive "Jesus Christ" Archer – ének (1979–1980)
- Mike "Mykvs" Hickey – gitár (1986–1987, 2005–2007)
- Jim Clare – gitár (1986–1987)
- Tony "Demolition Man" Dolan – ének, basszusgitár (1989–1992)
- Alastair "Big Al" Barnes – gitár (1989–1991)
- Steve "War Maniac" White – gitár (1992)
- Antony "Antton" Lant – dobok (2000–2009)

## Diszkográfia

### Stúdióalbumok
- Welcome to Hell (1981)
- Black Metal (1982)
- At War with Satan (1983)
- Possessed (1985)
- Calm Before the Storm (1987)
- Prime Evil (1989)
- Tear Your Soul Apart (EP, 1990)
- Temples of Ice (1991)
- The Waste Lands (1992)
- Venom '96 (EP, 1996)
- Cast in Stone (1997)
- Resurrection (2000)
- Metal Black (2006)
- Hell (2008)
- Fallen Angels (2011)
- From the Very Depths (2015)[20]
- Storm the Gates (2018)

### Koncertalbumok
- Eine Kleine Nachtmusik (1986)
- The Second Coming (1997)

### Válogatások
- The Singles 1980-1986 (1986)
- The Book of Armageddon (Best of, 1992)
- Skeletons In The Closet (1993)
- Kissing the Beast (1993)
- New, Live and Rare (1998)
- Old New Borrowed & Blue (1999)
- In League with Satan (2002)
- MMV (Box set) (2005)
- In Nomine Satanas (Box set, 2019

## Fordítás
Ez a szócikk részben vagy egészben  a   Venom (band) című angol Wikipédia-szócikk ezen változatának fordításán alapul.  Az eredeti cikk szerkesztőit annak laptörténete sorolja fel. Ez a jelzés csupán a megfogalmazás eredetét és a szerzői jogokat jelzi, nem szolgál a cikkben szereplő információk forrásmegjelöléseként.